# Kidderpore
Kidderpore est un faubourg de la ville de Calcutta, dans le district de Kolkata en Inde. Il doit son nom au lieutenant colonel Robert Kyd de la Compagnie anglaise des Indes orientales, fondateur du jardin botanique (à Howrah).

## Transports
Le pont de Kidderpore est l'un des rares ponts de Calcutta pouvant être utilisés par le tram. Kidderpore est aussi accessible par le train (Kolkata Circular Railway (en)).

## Galerie

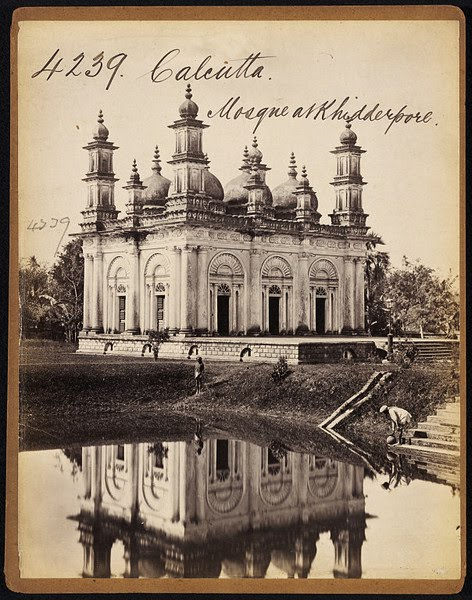
Mosquée de Kidderpore (entre 1850 et 1870)
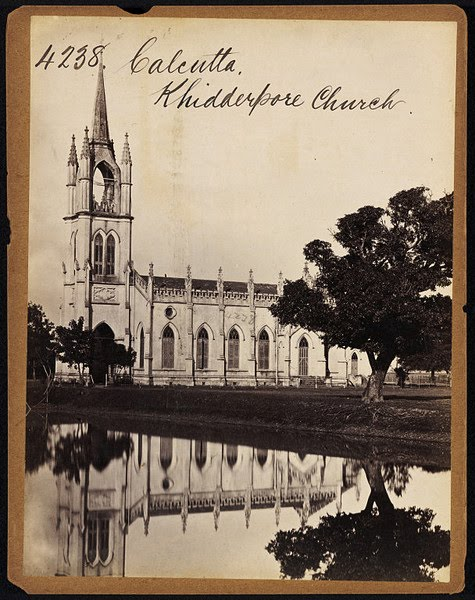
Église de Kidderpore (entre 1850 et 1870)
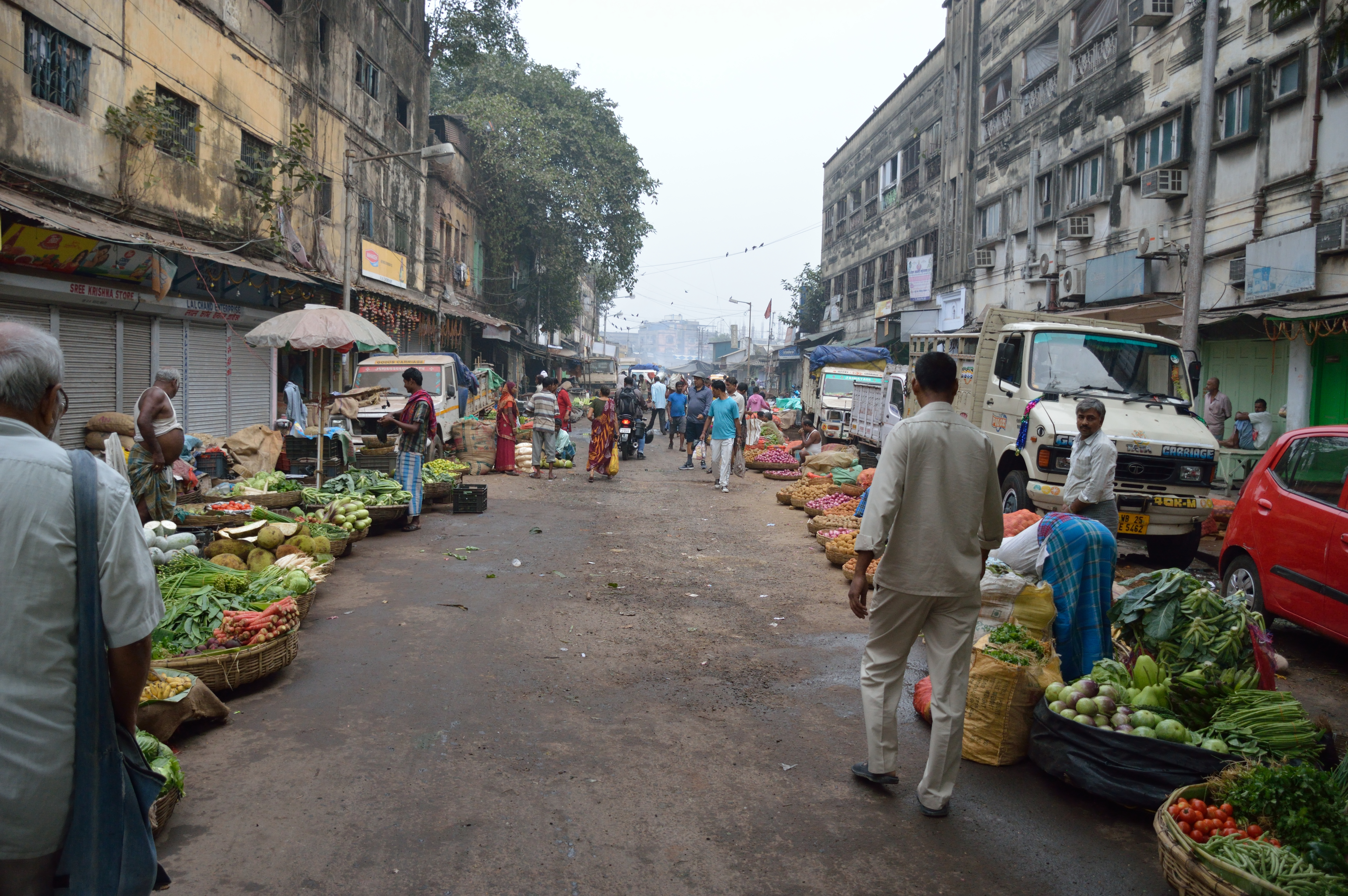
Marché de Kidderpore
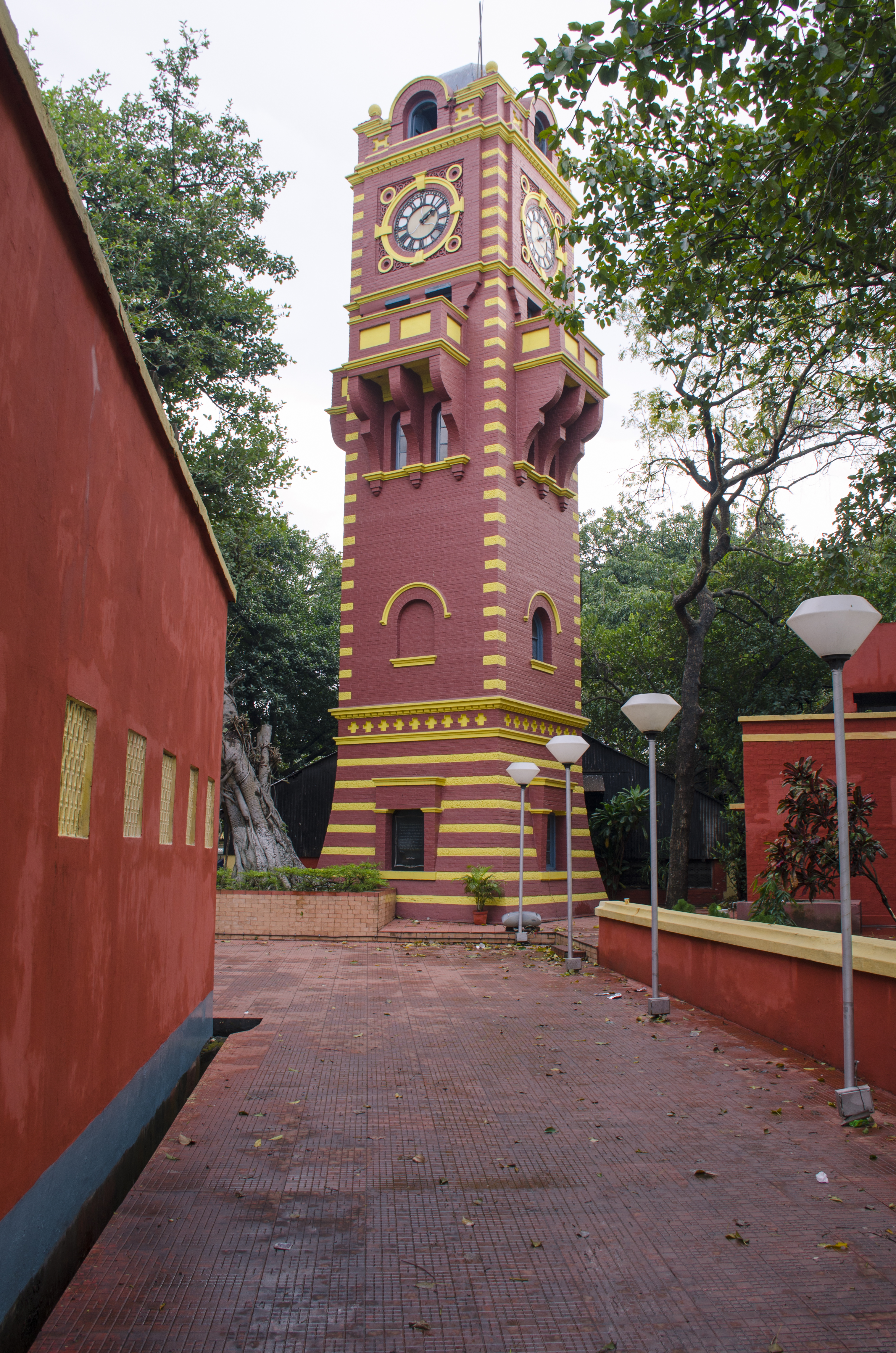
Tour de l'horloge